# Хофдорп
Хофдорп (хол. Hoofddorp) град је у провинцији Северна Холандија у Холандији. Према попису из 2021. било је 77.885 становника. Основан је 1853.

## Познате личности
- Фани Бланкерс Кун
- Халид Буларуз